# Kékperje
A kékperje (Molinia) a perjevirágúak rendjébe és a perjefélék családjába tartozó nemzetség.
A nemzetség tudományos nevét Juan Ignacio Molina chilei természettudósról kapta.

## Fajok
- nyugati kékperje (Molinia caerulea)
- magyar kékperje (Molinia hungarica)
- japán kékperje (Molinia japonica)